# 庶妃伊爾根覺羅氏 (清太祖)
庶妃伊爾根覺羅氏，察弼之女。清太祖努爾哈赤的妾室，後世文獻稱為庶妃。

## 生平
目前並不清楚伊爾根覺羅氏是在何時、以何方式被努爾哈赤收為後宮主位。萬曆三十二年（1604年）三月初十日子時，生努爾哈赤第七女（天命四年封鄉君品級，十月下嫁納喇氏騎都尉鄂托伊），其後情況不詳。
《滿洲實錄》提到努爾哈赤去世之后，大妃烏喇納喇氏，以及二妃阿吉根、代因扎殉死。其中，二妃阿吉根、代因扎在滿文中寫作「han i juwe buya fujin ajigen deinje」，直譯為「汗之二小福晉阿吉根、代因扎」，當中是否有一位即為庶妃伊爾根覺羅氏暫不得而知:150。